# Рогачёва, Марина Георгиевна
Марина Георгиевна Рогачёва (урождённая Строева; 22 января 1965) — российский государственный деятель. Бывший представитель правительства Орловской области в Совете Федерации. 

## Биография
Родилась 22 января 1965 года в семье Егора Семёновича Строева, будущего губернатора Орловской области и председателя Совета Федерации (с 1996 по 2001 год).
В 1988 году окончила Орловский государственный педагогический институт. По специальности — преподаватель немецкого и французского языков, работала в орловских и московских школах. В 1996 году стала заместителем губернатора Орловской области, в этой должности руководила представительством области при Правительстве Российской Федерации в Москве. Губернатором Орловской области в тот момент являлся её отец. В 2004 году её кандидатура была предложена в качестве представителя Орловской области в Совете Федерации и одобрена областным советом. В Совете Федерации Рогачёва была членом комитета по делам Содружества Независимых Государств (с июня 2004), членом комиссии по контролю за обеспечением деятельности СФ (с мая 2005 по май 2008) и членом комиссии по культуре (с июля 2007).
16 февраля 2009 года, в день отставки своего отца с должности губернатора Орловской области, по собственному желанию подала заявление об отставке, которое было удовлетворено 20 февраля.
Была замужем за генерал-майором ФСБ Александром Рогачёвым, с которым развелась в 2002 году. С 1997 по 2000 год он был советником председателя Совета Федерации, своего тестя Егора Строева, также занимался бизнесом. 22 февраля 2009 года, спустя несколько дней после отставки бывшей жены, Александр Рогачёв был найден убитым в своём внедорожнике «Toyota Land Cruiser».
Сын Марины от брака с Рогачёвым — Александр Александрович Рогачёв (р. 1993, в Орле) — бизнесмен. Выпускник МГИМО, по специальности — «юрист-международник со знанием иностранного языка». Председатель совета директоров ПАО «Орёлстрой» и генеральный-директор строительной компании ОДСК.

## Награды
- Орден Дружбы (2003 г.)
- Юбилейный знак «70 лет Орловской области» (2007 г.)[10]